# Tscherskia triton
Tscherskia triton és una espècie de rosegadors de la família dels cricètids. Viu a la Xina, Corea del Nord, Corea del Sud i Rússia. Es tracta d'un animal principalment nocturn i arborícola que s'alimenta de fulles i llavors. Els seus hàbitats naturals són les zones xèriques i les ribes dels rius. És una espècie en risc mínim, és a dir, no sembla que hi hagi cap amenaça significativa per a la seva supervivència. El seu nom específic, triton, significa ‘tritó’ en llatí.